# Petra Quillfeldt
Petra Quillfeldt ist eine deutsche Biologin. Sie ist Professorin für Verhaltensökologie und Ökophysiologie an der Universität Gießen.

## Leben
Petra Quillfeldt studierte Biologie in Jena und schloss 1998 mit dem Diplom ab. Ab 2002 promovierte sie zum Nahrungsmanagement der Buntfuß-Sturmschwalben (Oceanites oceanicus) in einem Lebensraum, der starken Veränderungen unterworfenen ist, an der Freien Universität Berlin. Anschließend war sie u. a. Postdoc Fellow (DAAD) am Institute of Biomedical and Life Sciences der University of Glasgow und an der University of Cardiff. Sie leitete von 2006 bis 2011 eine Emmy-Noether-Nachwuchsgruppe an der Vogelwarte Radolfzell am Max-Planck-Institut für Ornithologie. Seit 2012 ist sie an der Universität Gießen Professorin am Department of Animal Ecology & Systematics.
Quillfeldt hat zwei Kinder.

## Forschung und Lehre
Die Forschung Quillfeldts beschäftigt sich mit der Ökologie mariner Vögel, Wildtauben und Singvögel. Sie lehrt an den biologischen und ökologischen Studiengängen der Universität Gießen.
Aktuelle Projekte:
- DIVER[5]
- Turteltauben-Tracking[6]
- Meeresenten[7]
- DFG-Schwerpunktprogramm Antarktisforschung[8]